# Venyiamin Szergejevics Resetnyikov
Venyiamin Szergejevics Resetnyikov (oroszul: Вениамин Сергеевич Решетников; Novoszibirszk, 1986. július 28. –) világ- és Európa-bajnok orosz kardvívó.

## Sportpályafutása
1997 óta foglalkozik versenyszerűen a kardvívással. 2007-ben a Gentben rendezett vívó-Európa-bajnokságon tagja volt az aranyérmet szerzett orosz kardcsapatnak. 2012-ben az olimpiai játékokon Londonban nem sikerült érmet szereznie. Legjobb egyéni eredményét Budapesten a 2013-as vívó-világbajnokságon érte el, ahol megszerezte a kard egyéni világbajnoki címét.